# Taniguchi Masaharu
Taniguchi Masaharu (japanisch 谷口 雅春; * 22. November 1893 in Kōbe, Japan; † 17. Juni 1985 in Nagasaki, Japan) war ein japanischer Autor, Neugeistler und Gründer der neureligiösen Bewegung Seichō-no-Ie (wörtlich: Haus des Wachstums oder Heim des unendlichen Lebens).

## Leben und Werk

### Jugend, Einflüsse und Ausbildung der Lehre
Taniguchi wurde am 22. November 1893 in Kōbe geboren und wuchs bei Tante und Onkel auf. Entgegen dem Wunsch seiner Pflegeeltern, die eine medizinische Laufbahn favorisierten, begann er 1911 das Studium der Literaturwissenschaft an der Waseda-Universität in Tokio. Die dabei stattfindende Auseinandersetzung mit Schopenhauer, Tolstoi, Nietzsche und Oscar Wilde beeinflusste später die Ausformulierung seiner Seichō no Ie-Bewegung.
In seinem 1963 erschienenen Buch Seimei no jissō (生命の實相, „Wahrheit des Lebens“, Bd. 19), beschreibt Taniguchi, dass er während seines Studiums ein vorbestraftes und vom Leben gebeuteltes 17-jähriges Mädchen namens Fusae, die bei ihm Zuflucht suchte, bei sich aufnahm (S. 58–67). Er hatte Mitleid mit ihr, aber empfand eine platonische Liebe zu einem 10-jährigen Mädchen namens Hisako, die gegenüber von ihm wohnte (S. 65–70). Aufgrund dessen verstieß ihn seine Tante, dadurch mittellos musste er nun in einer Spinnerei arbeiten. Mit zwei Frauen gleichzeitig ging er abermals Beziehungen ein (S. 113) und zog sich schließlich eine Geschlechtskrankheit zu, die ärztlich zu behandeln war (S. 115–117). Taniguchi war sich im Unklaren, ob er nun nicht seine zweite Freundin mit der Krankheit angesteckt hätte und durchlebte Zeiten großer Angst. In dieser Zeit der Ungewissheit entwickelte er den Gedanken, seine Freundin nicht über den wahren Sachverhalt aufzuklären, sondern sie – ohne ihr Wissen – geistig zu heilen.
Infolgedessen begann er sich mit Spiritualität zu beschäftigen und schloss sich der religiösen Bewegung Ōmoto an. Er begann Artikel zu schreiben sowie für die Veröffentlichung in Ōmoto-Zeitschriften vorzubereiten. Bald fing er an sich mit anderen Religionen zu beschäftigen, er entdeckte Ittoen, setzte sich mit den Lehren von Gautama, Shinran, Jesus und Paulus auseinander und vertiefte sich in die Schriften der Christian Science wie auch des Spiritismus.
1920 heiratete er Teruko Emori (1896–1988), eine Frau aus dem Ōmoto-Hauptquartier, aus der Ehe ging Tochter Emiko (* 1923) hervor. Als diese krank wurde, fehlte ihm das Geld für eine ärztliche Behandlung und er versuchte sie selbst zu kurieren. Als es 1923 nach dem Kantō-Erdbeben in Tokio zu Plünderungen kam, verlor Taniguchi seinen ohnehin geringen Besitz und war völlig mittellos. In jener tristen Situation kam ihm der Gedanke, mit den Heilkräften des Geistes in Verbindung mit der gerade in Mode kommenden Psychologie ein marktfähiges „Produkt“ zu kreieren, das seine finanziellen Schwierigkeiten beseitigen könnte. Doch erst sieben Jahre später kam es zur Verwirklichung.

### Seichō no Ie
Taniguchis eigenen Angaben zufolge vernahm er seit den 1910er-Jahren während seiner Meditation Stimmen und 1929 soll er angeblich eine göttliche Durchsage erhalten haben, die ihm mitteilte: „Beginne jetzt“. Daraufhin brachte er 1930 die Zeitschrift Seichō no Ie heraus, anfangs als Verlag mit kommerziellem Hintergrund organisiert. Die Nachfrage entwickelte sich überaus positiv und eine stetig steigende Zahl von Abonnenten spornte ihn zu weiteren Publikationen und zum Schreiben von Büchern an. Nach und nach entstanden aus den Abonnenten gläubige Anhänger, vor allem aber trat der kommerzielle Gedanke immer weiter in den Hintergrund. Taniguchi selbst, wie auch seine Leser, sahen sich zunehmend als Verkünder einer neuen Wahrheit, „der Philosophie, daß nur Gott die Realität ist“. Schließlich erwuchs daraus eine Religion, die Seichō no Ie.
Taniguchi veröffentlichte mehr als 400 Bücher, allerdings sind nur etwa zehn Titel ins Deutsche übersetzt. Unter seiner Leitung verbreitete sich die Seichō no Ie mit mehreren Millionen Anhängern auf der ganzen Welt, wobei er zahlreiche Reisen durch Europa sowie Nord- und Südamerika absolvierte. Nach Taniguchis Tod 1985 wurde er auf dem Friedhof Tama in Fuchū (Präfektur Tokio) bestattet, sein Schwiegersohn Seicho Taniguchi (* 1919, geborener Seicho Arachi), übernahm die Leitung der  Seichō no Ie-Organisation.

### Lehre und Einordnung
Wesentlich beeinflusst wurde Taniguchi vom Werk The Law of Mind in Action von Fenwicke Holmes, dem Bruder von Ernest Holmes. Seichō no Ie vereint Gedanken aus Christentum, Buddhismus, Shintō und Christian Science und wird der Neugeist-Bewegung zugeordnet. Die Organisation tritt für den Weltfrieden und gegen Dogmatismus auf. Einziger Kritik- und Ablehnungspunkt seitens der etablierten Kirchen ist die weitgehende Abweichung vom Gottesverständnis der Bibel.

## Einzelbelege
1. 1 2  http://www.sni.org.br/sam/jornal/ch-outubro.pdf@1@2Vorlage:Toter+Link/www.sni.org.br+(Seite+nicht+mehr+abrufbar,+festgestellt+im+Mai+2024.+Suche+in+Webarchiven) Datei:Pictogram+voting+info.svg Info:+Der+Link+wurde+automatisch+als+defekt+markiert.+Bitte+prüfe+den+Link+gemäß+Anleitung+und+entferne+dann+diesen+Hinweis.
2. 1 2  Archivierte Kopie (Memento des Originals vom 29. September 2007 im Internet Archive)  Info: Der Archivlink wurde automatisch eingesetzt und noch nicht geprüft. Bitte prüfe Original- und Archivlink gemäß Anleitung und entferne dann diesen Hinweis.
3. ↑  Archivierte Kopie (Memento des Originals vom 1. Juli 2007 im Internet Archive)  Info: Der Archivlink wurde automatisch eingesetzt und noch nicht geprüft. Bitte prüfe Original- und Archivlink gemäß Anleitung und entferne dann diesen Hinweis.

## Werke (Auswahl)
- Das Gesetz des Herzens. Angewandte Lebenskunst. Bauer, Freiburg im Breisgau 1997, ISBN 3-7626-0551-3.
- 365 Schlüssel um ohne Angst zu leben. München, Verlag Peter Erd 1987, ISBN 3-8138-0018-0
- Die geistige Heilkraft in uns. Wesen, Grundsätze und Erfolge des geistigen Heilens. Turm-Verlag, Bietigheim 1999, ISBN 3-7999-0258-9.
- Erziehung zum Göttlichen durch geistige Belehrung der Menschen. Bioverlag Gesundleben, Hopferau 1983, ISBN 3-922434-68-1.
- Leben aus dem Geiste. Glaube an Dich selbst und an Deine Kraft!. Schirner Verlag, Darmstadt 2007, ISBN 978-3-89767-547-6.
- Quelle des Lebens, Quelle der Freude. 365 Schlüssel zum Erfolg. Heyne, München 1988, ISBN 3-453-02742-6.
- Seimei no jissō dai 19 kan (生命の實相第19巻, Wahrheit des Lebens), Bd. 19. Nippon Kyōbunsha, Tōkyō 1963.
- Die Hochschule des Glücklichseins und Glücklichwerdens. Bauer, Freiburg im Breisgau 1965, 2. Aufl. 1976: ISBN 3-7626-0170-4.